# Сетефрати
Сетефра̀ти (на италиански: Settefrati) е село и община в Централна Италия, провинция Фрозиноне, регион Лацио. Разположено е на 784 m надморска височина. Населението на общината е 809 души (към 2010 г.).